# فرانسيس بيبي
فرانسيس بيبي ((بالفرنسية: Francis Bebey)‏ (15 يوليو 1929، دوالا – 28 مايو 2001، باريس)، هُو كاتب ومُلحن كاميروني.